# Dębniaki (powiat grudziądzki)
Dębniaki – kolonia w Polsce położona w województwie kujawsko-pomorskim, w powiecie grudziądzkim, w gminie Świecie nad Osą, nad rzeką Lutryną.
W latach 1975–1998 miejscowość administracyjnie należała do województwa toruńskiego.